# Шугар Маунтин (Северна Каролина)
Шугар Маунтин (енгл. Sugar Mountain) град је у америчкој савезној држави Северна Каролина.

## Демографија
По попису из 2010. године број становника је 198, што је 28 (-12,4%) становника мање него 2000. године.
| Група             | 2000.       | 2010.       |
| Белци             | 224 (99,1%) | 179 (90,4%) |
| Афроамериканци    | 0 (0,0%)    | 4 (2,0%)    |
| Азијати           | 0 (0,0%)    | 0 (0,0%)    |
| Хиспаноамериканци | 0 (0,0%)    | 8 (4,0%)    |
| Укупно            | 226         | 198         |